# 234294 Pappsándor
A 234294 Pappsándor (ideiglenes jelöléssel 2000 YD32) a Naprendszer
kisbolygóövében található aszteroida. Sárneczky Krisztián fedezte fel 2000. december 31-én.
Nevét Papp Sándor kecskeméti amatőrcsillagászról kapta.